# Can Manel Mort
Can Manel Mort és una casa desapareguda de Sant Hilari Sacalm (Selva) inclosa a l'Inventari del Patrimoni Arquitectònic de Catalunya.

## Descripció
És un edifici aïllat, situat a la carretera de la Font Picant, poc després de passar el Balneari. Consta de planta baixa i pis, amb ràfec amb entramat de fusta i coberta a doble vessant en teula àrab.
Totes les finestres són en arc pla, amb la llinda i l'ampit de fusta. La façana ha estat realitzada amb maó, arrebossada i pintada.

## Història
Aquest edifici es troba molt pròxim al balneari de la Font Picant. Per les seves característiques la seva datació es trobaria a l'inici del segle xx.